# Anthony Lincoln
Sir Anthony Handley Lincoln, KCMG, CVO (* 2. Januar 1911; † 15. November 1993) war ein britischer Diplomat.

## Leben
Anthony Handley Lincoln, Sohn von J. B. Lincoln, OBE, trat am 16. Oktober 1934 als Verwaltungsbeamter in das Amt für Zölle und Verbrauchssteuern (HM Customs and Excise) ein und wechselte am 6. Dezember 1935 als Erster Assistent in das Bildungsministerium (Board of Education). Nach Kriegsende wechselte er in den diplomatischen Dienst (HM Diplomatic Service) und fand in der Folgezeit zahlreiche Verwendungen an Auslandsvertretungen sowie im Außenministerium (Foreign Office). Er wurde am 23. Dezember 1946 in die Besoldungsstufe Seventh Grade sowie am 27. März 1950 in die Besoldungsstufe Sixth Grade befördert. Am 30. Juni 1950 wurde ihm das Offizierskreuz des Ordens von Oranien-Nassau verliehen. Er fungierte zwischen 1950 und 1952 im Außenministerium als Leiter des Referats Allgemeine Wirtschaftsangelegenheit von Deutschland (Head of German General Economic Department, Foreign Office) und wechselte nach anderen Verwendungen 1955 an die Botschaft in Dänemark, an der er bis 1958 als Botschaftsrat und Kanzler (Counsellor and Head of Chancery) tätig war. Für seine Verdienste wurde er am 31. Mai Commander des Royal Victorian Order (CVO).
Am 28. Januar 1958 wurde Lincoln als Nachfolger von Leonard Holliday Botschafter in Laos und verblieb auf diesem Posten bis August 1960, woraufhin John Mansfield Addis dortige Nachfolge antrat. Während dieser Zeit wurde er für seine Verdienste am 12. Juni 1958 auch Companion des Order of St Michael and St George (CMG). Am 12. August 1960 löste er Anthony Lambert als Gesandter in Bulgarien ab und bekleidete diese Funktion bis April 1964. Im Anschluss wurde er von William Harpham abgelöst, der allerdings die Leitung dieser Auslandsvertretung im Rang eines Botschafters übernahm.
Zuletzt wurde Anthony Lincoln am 13. April 1964 als Nachfolger von Sir Douglas Busk zum Botschafter in Venezuela ernannt und hatte diese Funktion bis zu seinem Eintritt in den Ruhestand im Juli 1969 inne, woraufhin Sir Donald Hopson seine Nachfolge antrat. Er wurde am 1. Januar 1965 zum Knight Commander des Order of St Michael and St George (KCMG) geschlagen, so dass er fortan den Namenszusatz „Sir“ trug.
Er war seit 1948 mit Lisette Marion Summers verheiratet. Die Ehe blieb kinderlos.